# 운곡지구
운곡지구(雲谷地區)는 조선민주주의인민공화국 평안남도에 속하는 행정구역이다. 시·군과 함께 도에 직속한다. 2006년 9월, 대한민국 통일부는 운곡지구라는 행정구역이 없어진 것으로 관측하고 있다. 2013년 1월, 대한민국 통일부는 통일부는 운곡지구가 존재하고 있다고 보고 있다.(출처:『2013 북한 주요기관·단체 인명록』(서울: 통일부, 2013), p. 28.)

## 지리
평안남도 서북쪽, 안주시의 남쪽에 위치한다.

## 역사
- 일제강점기에는 평안남도 안주군 운곡면에 속했다.
- 1997년 8월 - 안주시 룡전리, 룡담리, 룡복리, 구룡리, 반룡리, 중흥리, 입석리와 순천시 신흥리가 합병해 운곡지구가 신설되었다.

## 행정 구역
1구(전산노동자구(氈山勞動者區))와 8리(룡전리(龍田里), 룡담리(龍潭里), 룡복리(龍伏里), 구룡리(九龍里), 반룡리(盤龍里), 중흥리(中興里), 립석리(立石里), 신흥리(新興里))로 구성된다.